# Шиичи (Калинковичский район)
Шиичи (бел. Шыічы) — деревня, центр Шиичского сельсовета Калинковичского района Гомельской области Белоруссии.

## География

### Расположение
В 14 км на северо-запад от районного центра, 16 км от железнодорожной станции Калинковичи (на линии Гомель — Лунинец), 140 км от Гомеля.

### Гидрография
На восточной окраине канал Ненач и мелиоративные каналы.

## Транспортная сеть
Транспортные связи по просёлочной, затем автомобильной дороге Калинковичи — Бобруйск. Планировка состоит из длинной прямолинейной меридиональной улицы, застроенной двусторонне деревянными крестьянскими усадьбами. Для переселенцев из Чернобыльской зоны в 1986 году построены кирпичные дома на 110 семей.

## История
По письменным источникам известна с XVI века как деревня в Мозырском повете Минского воеводства Великого княжества Литовского. К 1703 году относится привилей короля Сигизмунда II Августа Мозырскому земскому писцу Я. Коляровскому на деревня Шиичи).
После 2-го раздела Речи Посполитой (1793 год) в составе Российской империи. В 1795 году село, владение Еленских, затем — казны. В 1872 году писец Виленского военного округа Ф. Садовский владел в деревне конная мельница и 348 десятинами земли. Обозначена на карте 1866 года, использовавшейся Западной мелиоративной экспедицией работавшей в этих местах в 1890-х годах. В 1879 году обозначена как селение в Суховичском церковном приходе. Рядом с деревней в 1878-80 годы экспедицией И. Жилинского проложен магистральный канал Ненач (62 версты). Согласно переписи 1897 года в Дудичской волости Речицкого уезда Минской губернии, работал хлебозапасный магазин. В 1908 году рядом находился одноимённый фольварк. В 1913 году открыта школа, которая разместилась в наёмном крестьянском доме, а в начале 1920-х годов для неё было выделено национализированное здание.
С 1939 года центр Суховичского, с 1 октября 1973 года Шиичского сельсоветов. В 1929 году организован колхоз «Новые Шиичи», работали ветряная мельница и кузница. начальная школа в 1930-х годах преобразована в 7-летнюю (в 1935 году 258 учеников). Во время Великой Отечественной войны освобождена 13 января 1944 года. В мае 1944 года деревня находилась в прифронтовой полосе, и жители в целях их безопасности были переселены в деревню Смаглов, где они размещались до начала операции «Багратион» и пока военные действия не переместились далеко от этих мест. В боях за деревню и окрестности погибли 166 советских солдат и 2 партизана (похоронены в братской могиле на южной окраине). 115 жителей погибли на фронте. Согласно переписи 1959 года центр агрофирмы «Ненач». Расположены лесничество, средняя школа, клуб, библиотека, фельдшерско-акушерский пункт, отделение связи, столовая, 2 магазина, детский сад.

## Население

### Численность
- 2004 год — 231 хозяйство, 585 жителей.

### Динамика
- 1795 год — 48 дворов, 251 житель.
- 1897 год — 114 дворов, 657 жителей (согласно переписи).
- 1908 год — 876 жителей.
- 1959 год — 638 жителей (согласно переписи).
- 2004 год — 231 хозяйство, 585 жителей.